# Graignes-Mesnil-Angot
Graignes-Mesnil-Angot – miejscowość i gmina we Francji, w regionie Normandia, w departamencie Manche. Miejscowość została utworzona 24 lutego 2007 w wyniku połączenia gmin Le Mesnil-Angot i Graignes.
Według danych na rok 2009 gminę zamieszkiwało 789 osób, a gęstość zaludnienia wynosiła 43 osób/km². Powierzchnia wynosiła 18,35 km².